# Gin (volk)
Gin of Jing is een etnisch Vietnamees volk in China. Zij vormen een van de 56 officiële etnische groepen van de Volksrepubliek China.
Het volk spreekt Vietnamees en leeft voornamelijk op drie eilanden voor de kust van Guangxi in het Zhuang autonoom gebied en waren daar in de 16e eeuw vanuit Vietnam naar verhuisd. De etnische groep bestaat uit ongeveer 20.000 personen (2000). De religie is voornamelijk animistisch, Theravada boeddhisme en Christelijk.
Achang · Akha · Bai · Baima · Blang (Bulong) · Bonan · Buyi · Dai · Daur · De'ang · Dong · Dongxiang · Drung · Evenken · Gaoshan (Taiwanese aboriginals) · Gelao · Gin (Vietnamezen) · Han · Hani · Hlai (Li) · Hui · Jingpo · Jino · Kazachen · Kirgiezen · Koreanen · Lahu · Lhoba · Lisu · Mantsjoes · Maonan · Miao (Hmong) · Mongolen · Monpa (Menba) · Mulam (Mulao) · Nanai (Hezhe) · Naxi · Nu · Oeigoeren · Oezbeken · Oroqen · Pumi · Qiang · Russen · Salar · She · Sui · Tadzjieken · Tataren · Tibetanen (Zang) · Tu · Tujia · Wa (Va) · Yao · Yi · Yugur · Xibe · Zhuang